# تريميستيري إتنيو
تريميستيري إتنيو (بالإيطالية: Tremestieri Etneo)‏ هي مدينة تقع في مقاطعة كاتانيا في صقلية في إيطاليا ويبلغ عدد سكانها 21568 نسمة .

## السكان
في سنة 1861 بلغ عدد السكان 1٬139 نسمة، وتطور العدد ليصل في سنة 2011 لـ 21٬032 نسمة.
يظهر هذا المخطط البياني تطور النمو السكاني لـ تريميستيري إتنيو